# Batman: Battle for the Cowl
Batman: Battle for the Cowl (рус. Бэтмен: Битва за капюшон) — сюжетная линия комиксов о Бэтмене, опубликованная издательством DC Comics в марте-мае 2009 года. События трёх выпусков, автором и художником которых стал Тони Дэниел, происходят после сюжетных линий Batman R.I.P. и Final Crisis, в которых Бэтмен, предположительно погибает (а в действительности, поражённый Дарксайдом, отправляется в межпространственное путешествие), а его исчезновение негативно воспринимается жителями Готэма. На вакантное место защитника города претендуют сразу несколько героев, но из-за разногласий в действиях не могут прийти к консенсусу и выбрать нового Бэтмена.

## История публикаций
Основной сюжет описывается в трёх выпусках, однако в дополнение к нему DC выпустила ряд отдельных номеров, которые сюжетно связаны с серией и описывают предпосылки или последствия событий. Среди связанных изданий оказались мини-серии Oracle, Azrael, две вкладки под названием Gotham City Gazette, которые являются как бы резюме событий всей серии. Кроме этого, были выпущены пять единичных выпусков, каждый из которых фокусировался на одном из персонажей серии.
На время публикации, серии Nightwing, Robin и Birds of Prey были отменены, а основные серии — Batman и Detective Comics — отправлись на месячный перерыв начиная с марта 2009 года. Повествование Battle for the Cowl начинается с пролога Final Crisis и Batman R.I.P., которые происходят параллельно .
На фестивале New York Comic-Con в 2009 году, команда DC объявила о запуске нескольких новых серий взамен ранее отменённых, с целью более подробно описать изменения, произошедшие в Готэме после исчезновения Бэтмена, а также появления новых героев в качестве Бэтмена и Робина.

## Сюжет
События начинаются с погони Тима Дрейка (Робина) за тремя вооружёнными грабителями по заброшенной больнице. Вмешивается некто третий, кто помогает Дрейку и оставляет записку со словами «Я — Бэтмен».
После исчезновения Бэтмена и начала волнений в городе Найтвинг понимает, что ему не удастся в одиночку поддерживать порядок в Готэме. Несмотря на это, он не желает славы Бэтмена и не поддаётся давлению со стороны Робина, который убеждён, что новым Бэтменом должен стать «один из них».
Прежде чем Дик Грейсон понимает, что нужен Бэтмен и остановить Лже-Бэтмена, Тим Дрейк надевает костюм Бэтмена и собирается всё остановить. В ходе битвы выясняется, что Лже-Бэтменом был Джейсон Тодд. Тима захватывают в плен.
Дик по наводке Оракула (Барбары Гордон) находит Тодда. Разворачивается битва, в результате которой «побеждает» Дик Грейсон. 
История заканчивается изображением Дика Грейсона в костюме Бэтмена. 

## Хронология событий
- Battle for the Cowl: Commissioner Gordon (сценарий Ройала Макгау и рисунки Тома Мандрейка, май 2009)[10]
- Gotham Gazette: Batman Dead? (май 2009)
- Azrael: Death’s Dark Knight #1-3 (сценарий Фабиана Нишеза и рисунки Фрейзера Ирвинга, май-июль 2009)
- Oracle: The Cure #1-3 (май-июль 2009)
- Battle for the Cowl: Arkham Asylum (июнь, 2009)
- Battle for the Cowl: The Underground (июнь, 2009)
- Battle for the Cowl: Man-Bat (июнь, 2009)
- Battle for the Cowl: The Network (июль, 2009)
- Battle for the Cowl: Secret Six (июль, 2009)
- Gotham Gazette: Batman Alive? (июль, 2009)

Дальнейшие события
- Detective Comics #854—далее;
- Batman #687—далее[11];
- Batman and Robin[12][13];
- Red Robin;
- Batman: Streets of Gotham;
- Gotham City Sirens;
- Superman/Batman #76.

## Коллекционные издания
Выпуски серии были собраны в трёх коллекционных томах:
- Battle for the Cowl (160 стр, твёрдая обложка, ноябрь 2009, ISBN 1-4012-2416-4)
- Battle for the Cowl Companion (128 стр, мягкая обложка, ноябрь 2009, ISBN 1-4012-2495-4
- Azrael: Death’s Dark Knight (144 стр, мягкая обложка, сентябрь 2010, ISBN 1-4012-2707-4)